# Mercedes-Benz GLC
Unter der Bezeichnung Mercedes-Benz GLC werden seit 2015 SUV-Modelle von Mercedes-Benz verkauft. Der GLC wird als GLC SUV (X 253) und GLC Coupé (C 253) angeboten. Das Nachfolgemodell des SUV (X 254 und C 254) debütierte 2022 bzw. 2023.

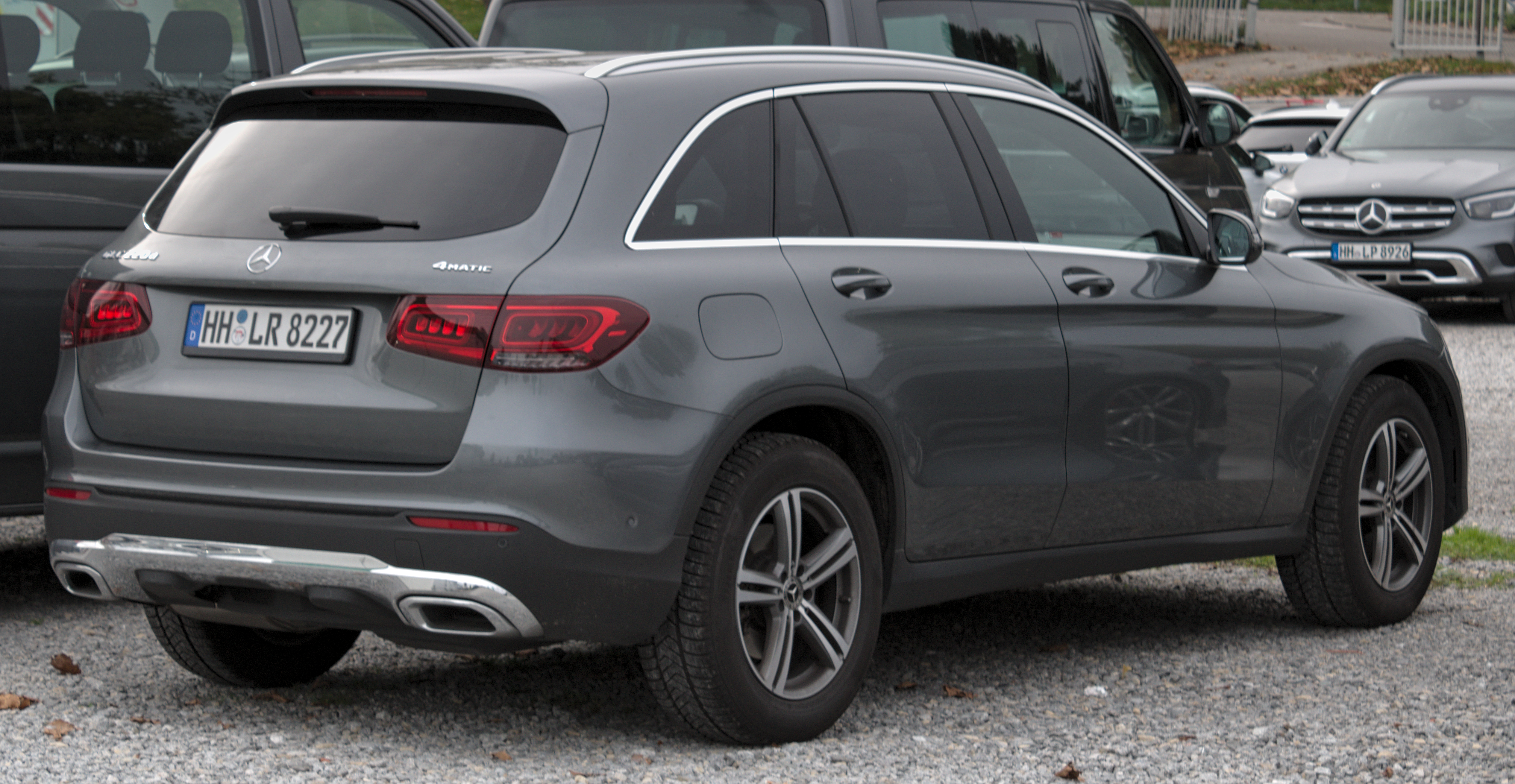
X 253
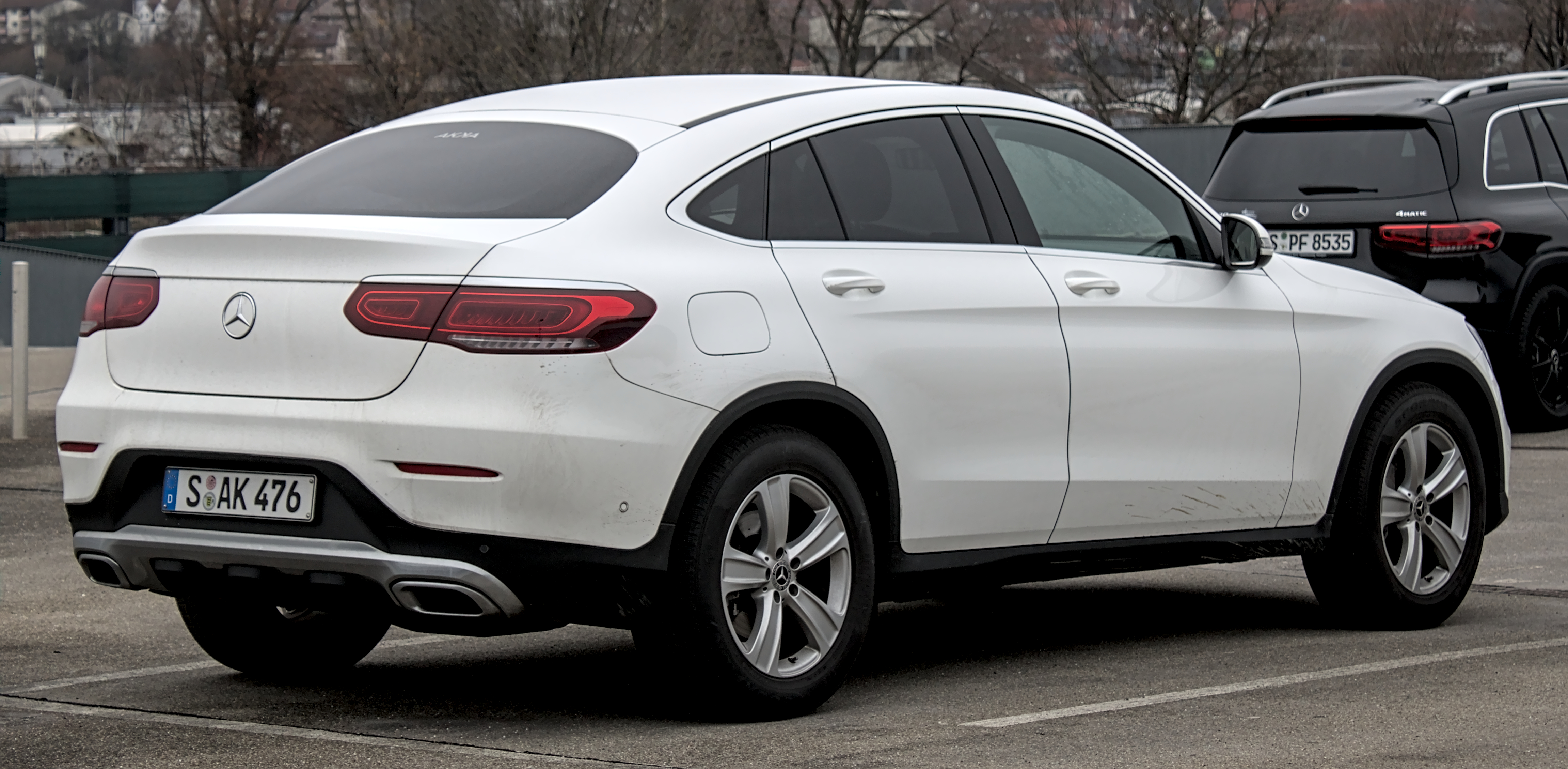
C 253

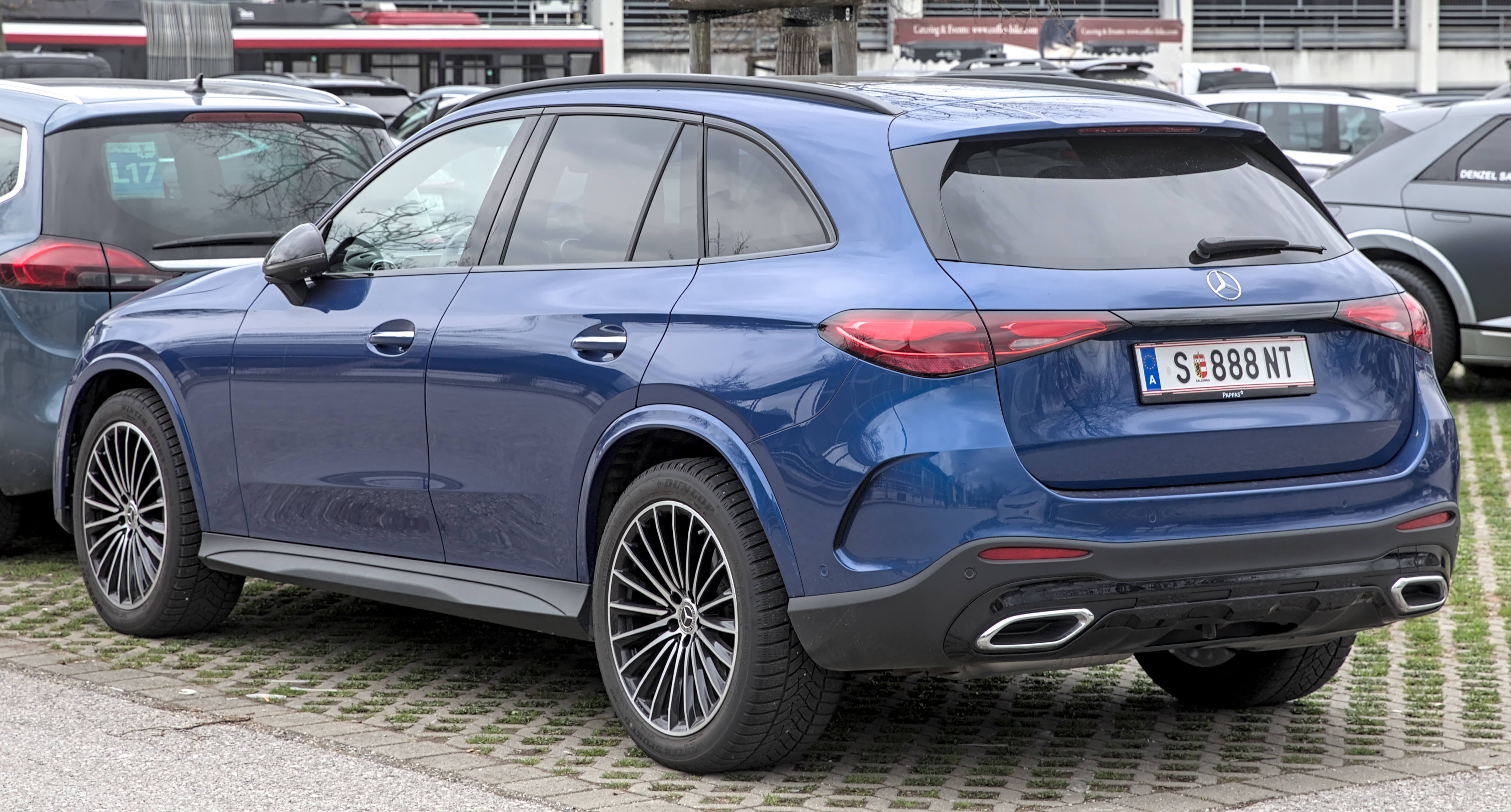
X 254
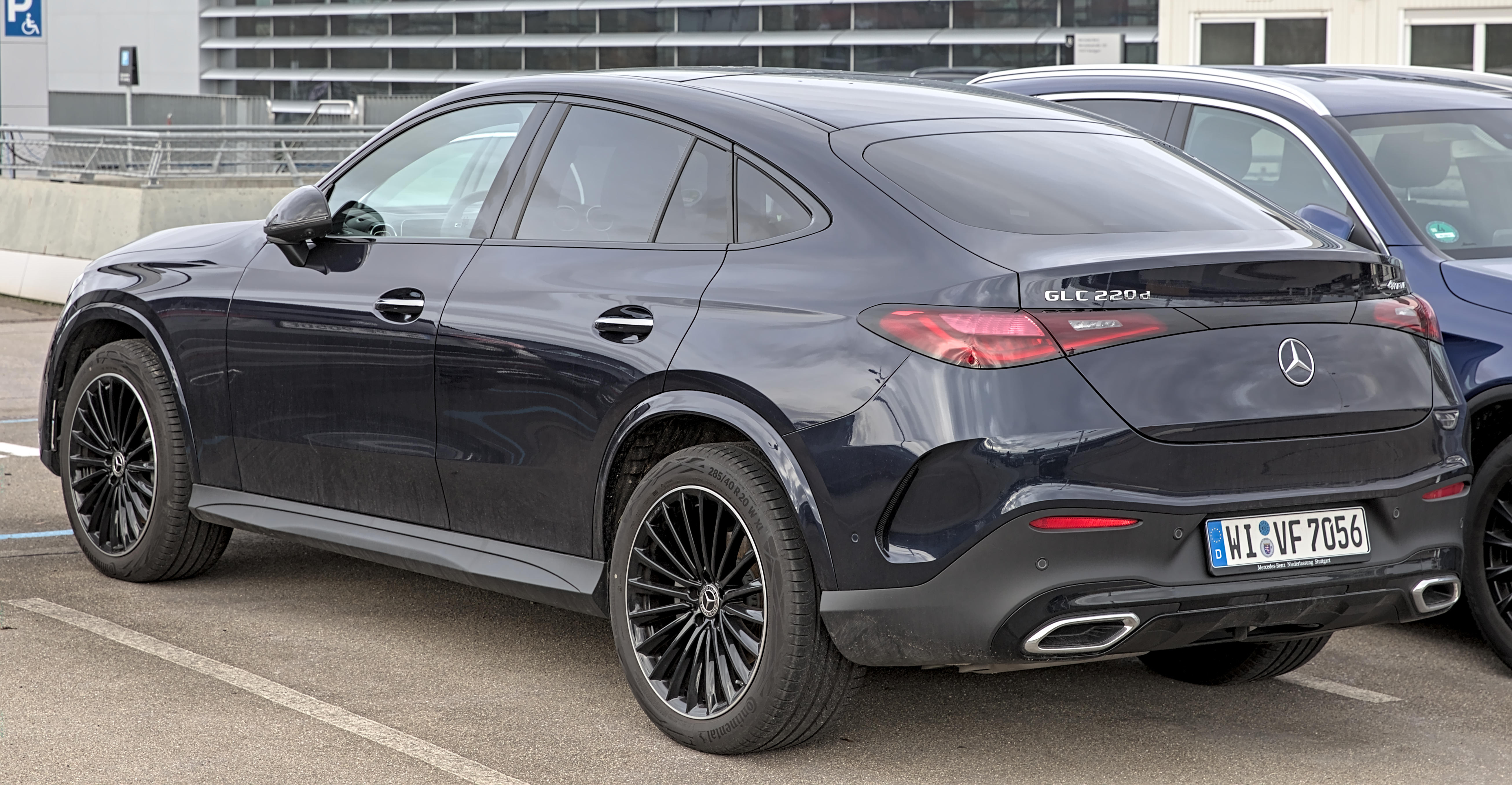
C 254